# Autozone
Autozone, Inc. är en amerikansk detaljhandelskedja för försäljning av reservdelar och andra tillbehör till motordrivna fordon. Företaget anses vara den största aktören på den aktuella marknaden. För 2012 ägde och drev Autozone 4 685 butiker i USA och Puerto Rico samt 321 butiker i Mexiko.